# 塩竈市立月見ヶ丘小学校
塩竈市立月見ヶ丘小学校（しおがましりつ つきみがおかしょうがっこう）は、宮城県塩竈市月見ケ丘にある公立小学校。

## 沿革
- 1957年（昭和32年）5月 - 塩竈市立第一小学校の分校として発足。
- 1958年（昭和33年）4月 - 分離独立して開校。
- 1978年（昭和53年）4月 - 団地開発が進み、児童数が増加したため玉川小学校が分離独立。

## 教育目標
自ら学び、心豊かで思いやりがあり、心身共にたくましい主体的な児童を育成する。

## 学区[2]
- 赤坂11番～15番と24番～27番
- 泉沢町
- 大日向町34番地3,5,8・35番地～37番地・39番地1～11・40番地
- 後楽町
- 権現堂
- 栄町
- 清水沢一丁目1番～10番と16番及び21番以上
- 清水沢二丁目・清水沢三丁目24番～36番
- 清水沢四丁目3番～8番と19番～27番
- 白菊町6番～10番
- 月見ケ丘[3]
- 向ケ丘

## 月見ヶ丘小学校区の進学先中学校
公立中学校の場合
- 塩竈市立玉川中学校

## アクセス
- 東北本線塩竈駅より徒歩約25分